# Chay Bắc Bộ
Chay Bắc Bộ, còn gọi là chay vỏ tía hay chay Bắc (danh pháp hai phần: Artocarpus tonkinensis) là một loại cây gỗ mọc ở miền Bắc Việt Nam, nhất là các tỉnh miền núi trung du và thượng du. Ở miền xuôi cũng có trồng.

## Hình dạng
Cây chay là một loài cây lớn, cao khoảng 15 m. Thân cây vỏ xám, lá màu xanh lục, nhẵn mặt trên; mặt dưới có lông tơ màu hung. Dạng lá hình bầu dục; đầu lá nhọn mũi, dài khoảng 10 cm, rộng 5 cm.
Cây ra hoa vào cuối xuân khoảng tháng Ba, tháng Tư. Đến cuối hè thì trái chín. Trái chay ăn được, khi chín màu vàng, ruột hồng có vị chua.

## Sử dụng
Cây chay được trồng để lấy vỏ cốt để ăn trầu. Vỏ chay khô có vị chát. Rễ chay cũng cùng một công dụng.
Trái chay có khi dùng nấu canh chua.
Chay còn là một loại cây dùng trong y học cổ truyền Việt Nam.

## Liên kết
- Cây chay làm thuốc Lưu trữ ngày 4 tháng 3 năm 2016 tại Wayback Machine